# Josip Marija Gorup
Josip Marija Gorup, slovenski slikar, * 27. september 1898, Reka, † verjetno 16. oktober 1926, Triglavsko pogorje.

## Življenje in delo
Josip (Jozi) se je v družini Milana in Amalije Gorup (starša sta bila bratranec in sestrična; Milan je bil sin Josipa Gorupa pl. Slavinjskega iz njegovega prvega zakona z Ano pl. Pergkofer. Gimnazijo je obiskoval v Ljubljani. Leta 1920 je v Pragi študiral slikarstvo, najprej na zasebni šoli, nato pa na akademiji, kjer je diplomiral. Po končanem študiju se je v Berlinu dodatno izobraževal.
Atelje je imel, tako kot Božidar Jakac, po zaslugi hišnega lastnika Dragotina Hribarja v Gradišču v Ljubljani, od leta 1923 pa tudi v Podbrezjah. V prvem obdobju je slikal pejsaže, nato pa se je posvetil upodabljanju živali in lovske scene ter ustvaril nekaj odličnih študij vodnih živali. Ustvaril je vrsto tehnično dovršenih  akvarelov. V Hodoninu na Češkem se je udeležil razstave Strokovnega združenja jugoslovanskih likovnih umetnikov s področja Slovenije.
Ponesrečil se je v dolini Vrat pod Triglavom na dan poroke svoje izbranke  Carmen Codelli pl. Fahnenfeld (1901–1965) z gradu Turn (Kodeljevo v Ljubljani) s pisateljem grofom Robertom Barbom in bil pogrešan do druge svetovne vojne, ko so našli njegovo truplo; njegova mati je bila prepričana, da je napravil samomor. Večina njegovih slik se nahaja na gradu Strmol, kjer sta od leta 1939 bivali njegova sestra Ksenija Hribar in mama Amalija.